# Крістіан фон Еренфельс
Крістіан фон Еренфельс (також Марія Крістіан Юлій Леопольд Фрайгерр фон Еренфельс; 20 червня 1859 — 8 вересня 1932) — австрійський філософ, відомий як один із засновників та попередників ґештальтпсихології.

## Біографія
Крістіан фон Еренфельс народився 20 червня 1859 року в місті Родаун поблизу Відня і виріс у замку свого батька Брунн-ам-Вальде в Нижній Австрії. Він вступив до загальноосвітньої школи у Кремсі, спочатку навчався у Віденській вищій школі Боденкультура, а потім перейшов на навчання до Віденського університету.
Там він вивчав філософію, був учнем Франца Брентано та Алексіуса Майнонга, отримав кар'єру під керівництвом Майнонга після його переїзду до Карл-Францензького університету (Ґрац) 1885 року. Eine psychologische Studie ("Взаємовідношення величини та чисел. Психологічне дослідження").

## Ґештальтпсихологія
Ідея ґештальту сягає своїм корінням у теорії Йоганна Вольфганга фон Ґете та Ернста Маха. Макса Вертгаймера слід вважати засновником ґештальтпсихології. Поняття самого ґештальту було вперше введено в сучасну філософію та психологію Еренфельсом у його відомій праці «Про якості форми», 1890. Схоже, він і Едмунд Гуссерль були натхненні роботою Маха «Beiträge zur Analyze der Empfindungen» («Внески до аналізу відчуттів», 1886), щоб сформулювати свої дуже подібні концепції ґештальт та фігуральний момент відповідно.
Його аналіз переходу мелодії на інший ключ став відомим. Еренфельс пояснив, що мелодія складається з окремих звуків, але це значно більше, ніж сума цих нот. Окремі ноти могли б об'єднатись для створення абсолютно різних мелодій, тоді як мелодія залишилася б тією самою, якщо її транспонувати в іншу клавішу і містити окремі тони. Ця нова думка, яка прийшла до «сприйняття цілого» порівняно з «частинами» Еренфельса, названа Gestaltqualitäten (якості малюнка).
Арістотель: «У випадку з усіма речами, які мають кілька частин і в яких ціле не схоже на групу, але є окремим чимось, крім частин, має бути такий об'єднуючий фактор».

## Праці

### Поезія та художня література
- 1876 — Хадмар фон Керінг
- 1876 — Брут
- 1876 — Річард Левенгерц
- 1885 — Die Brüder von Hartenstein
- 1890 — Der Kampf des Prometheus
- 1888 — Über Fühlen und Wollen: Eine psychologische Studie. Карл Герольд і Зон, Відень 1888
- 1890 — «Über Gestaltqualitäten». В: Vierteljahrsschrift für wissenschaftliche Philosophie (1890), (стор. 249—292) («Про якості форми», 1890)
- 1893 — «Werttheorie und Ethik». У: Vierteljahrsschrift für wissenschaftliche Philosophie (1893), (стор. 26—110, 200—266, 321—363, 413—425)
- 1894 — «Werttheorie und Ethik». У: Vierteljahrsschrift für wissenschaftliche Philosophie, (1894), (стор. 22—97)
- 1897 — Система дер Вертеор. О. Рейсланд, Лейпциг 1898, (2 томи)
- 1904 — «Sexuales, Ober- und Unterbewusstsein». В: Politisch-Anthropologische Revue (1903-4), (Сторінка 456—476)
- 1904 — «Die sexuale Reform». В: Politisch-Anthropologische Revue (1903—1904) (стор. 970—994)
- 1907 — «Сексуальність». JF Bergmann, Wiesbaden 1907
- 1911 — «Leitziele zur Rassenbewertung». В: Archiv für Rassen- und Gesellschaftsbiologie (1911), (Сторінка 59—71)
- 1913 — Ріхард Вагнер і сена Відступник. Ein Beitrag zur Jahrhundertfeier. Х. Геллер Відень та Лейпциг 1913
- 1916 — Космогоніє, Дідеріхс, Єна 1916
- 1922 — Das Primzahlengesetz, entwickelt und dargestellt auf Grund der Gestalttheorie. Рейсланд, Лейпциг, 1922 рік
- 1930 — «Сексуально-моральна дерзуна». В: Archiv für Rassen- und Gesellschaftsbiologie, (1930), (стор. 292—304)